# Arthur Bastien
Pour les articles homonymes, voir Bastien.

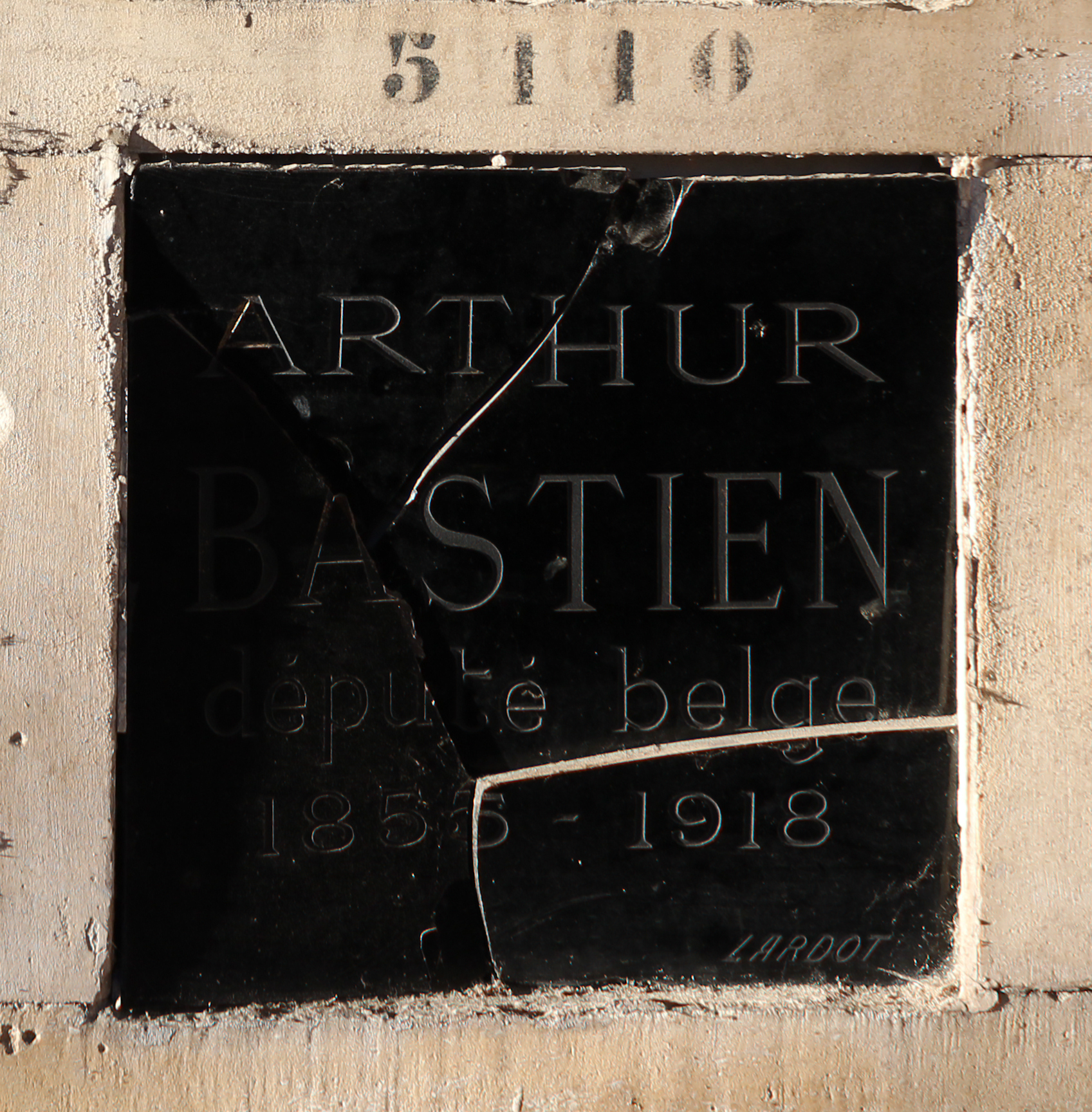
Case au cimetière du Père-Lachaise.

 Arthur Charles Adolphe Bastien  (Ghlin, 27 janvier 1855 - Bruxelles, 6 février 1918 ), est un homme politique socialiste wallon du POB.

## Biographie
Arthur Bastien est négociant en mercerie puis directeur d’une entreprise en bonneterie, avec ses frères Gustave et Charles, il  fonde en 1890 le Cercle socialiste de Mons.
Membre du Parti ouvrier belge (POB) et Trésorier du syndicat général des Mineurs (Borinage) à partir de 1893, Arthur Bastien est élu à la Chambre des représentants pour l'arrondissement de Mons-Borinage de 1894 à 1900. Il n'est pas réélu en 1900 du fait de l'introduction du mode de scrutin proportionnel, il passe alors au Sénat où il est sénateur provincial du Hainaut. Il est à nouveau élu  député de la circonscription de Mons-Borinage en 1912.
Durant la Première Guerre mondiale, il fait partie d’un réseau de renseignement « ferroviaire ».
Représentant de la petite bourgeoisie commerçante progressiste au sein du POB, Arthur Bastien est l’oncle maternel de l’écrivain Charles Plisnier.
Ses cendres ont été déposées dans la case no 5110 au columbarium du cimetière du Père-Lachaise.